# Mogens Madsen
Mogens Madsen (på latin Magnus Matthiae), född 28 september 1527 i Helsingborg, död 6 mars 1611, var historiker och superintendent i Lunds stift 1589-1611.

## Biografi
Madsen föddes i Helsingborg som son till rådmannen Mads Pedersen Tøndebinder, som under en tid även var stadens borgmästare, och dennes hustru Kirsten Poulsdatter. Som barn var han elev vid Helsingborgs latinskola mellan 1533 och 1538, varefter han fortsatte sina studier i Landskrona och vid Vor Frue Skole i Köpenhamn. Som 19-åring blev han rektor i Landskrona och efter något år blev han även präst i Ottarp. År 1542 begav han sig utomlands, bland annat till Köln och Wittenberg, där han studerade vid städernas universitet. Efter hemkomsten 1556 verkade han i Lund, bland annat som assistent år den åldrande sockenprästen till dess att han året därpå utnämndes till präst i Borrby och Löddeköpinge församlingar. Åren 1557–1559 var han hovpredikant på Malmöhus åt prins Fredrik. Han slutade när prinsen blev kung Fredrik II. År 1561 blev han kanik och rektor för katedralskolan i Lund och efter att han 1563 tagit sin magisterexamen var han lektor i teologi vid Lunds domkyrka. Han äktade 1564 Helle Henningsdatter, dotter till kaniken Henning Albertsen, och efter hennes död 1579 gifte han sig 1581 med Kraine Clemensdatter. Från 1571 var han även prost i Torna härad. Slutligen blev han superintendent (biskop) i Lund 1589.
Mogens Madsens insatser som historiker uppmärksammades sent. Det viktigaste verket handlar om Danmarks kungars historia fram till och med Kristian III. Det bygger på en stor mängd källor, och visar en begynnande förståelse för källkritik. Han skrev även om Lund stifts historia under medeltiden. År 1587 avfattade han på latin en beskrivning av de fyra då viktigaste städerna i Skåne: Malmö, Lund, Landskrona och Helsingborg. Dessa beskrivningar användes i det fjärde bandet av det geografiska verket Civitates orbis terrarum (Världens städer), utgivet av Georg Braun 1588, där städerna figurerar.